# Pierre Gentil
Pierre Louis Marie Gentil (ur. 12 października 1881 w Paryżu, zm. 4 kwietnia 1958 w Rouen) – francuski strzelec, olimpijczyk. 
Uczestnik Letnich Igrzysk Olimpijskich 1912, na których wystartował w 7 konkurencjach. Indywidualnie najwyższe miejsce zajął w karabinie małokalibrowym w wersji ze znikającą tarczą z 25 m (27. pozycja), zaś w zawodach drużynowych był dwukrotnie na 4. miejscu w karabinie dowolnym w trzech postawach z 300 m, oraz w karabinie małokalibrowym leżąc z 50 m. 

## Wyniki

### Igrzyska olimpijskie
| Igrzyska       | Konkurencja                                     | Wynik                                         | Miejsce | Źródło |
| -------------- | ----------------------------------------------- | --------------------------------------------- | ------- | ------ |
| Sztokholm 1912 | Karabin dowolny, trzy postawy, 300 m            | DNF                                           | DNF     | [ 4 ]  |
| Sztokholm 1912 | Karabin dowolny, trzy postawy, 300 m, drużynowo | 5471 pkt. (druż.) 899 pkt. ind. (320–301–278) | 4       | [ 2 ]  |
| Sztokholm 1912 | Karabin wojskowy, trzy postawy, 300 m           | 71 pkt. (36–35)                               | 61      | [ 5 ]  |
| Sztokholm 1912 | Karabin wojskowy, dowolna postawa, 600 m        | 65 pkt.                                       | 69      | [ 6 ]  |
| Sztokholm 1912 | Karabin wojskowy, drużynowo                     | 1515 pkt. (druż.) 257 pkt. ind. (69–70–67–51) | 5       | [ 7 ]  |
| Sztokholm 1912 | Karabin małokalibrowy leżąc, 50 m, drużynowo    | 714 pkt. (druż.) 183 pkt. (ind.)              | 4       | [ 3 ]  |
| Sztokholm 1912 | Karabin małokalibrowy, znikająca tarcza, 25 m   | 176 pkt.                                      | 27      | [ 1 ]  |